# Philippe Sella
 Philippe Sella  (Tonneins,  14 de febrero de 1962) es un exjugador francés de rugby que se desempeñaba como Centro. Considerado el mejor jugador del mundo en la década de 1980.
Philippe Sella jugó un total de 111 partidos con Les Bleus disputando las primeras tres Copas del mundo, ostenta el récord de presencias nacionales y fue considerado el mejor jugador del mundo en su momento.
De gran velocidad, habilidad física y técnica y tackleador efectivo, es considerado el más grande jugador en su posición de la historia. Desde 1999 es miembro del Salón de la Fama del Rugby.

## Biografía
Nacido el 14 de febrero de 1962 en Tonneins, Aquitania. Se formó deportivamente en el AS Clairac, para luego pasar en 1980 al SU Agen donde permanecería hasta 1996 y ganaría 2 Top 14 y 2 Copas de Francia. En 1996 emigraría al rugby inglés para jugar en Saracens, obtener en 1998 la única Copa del club y retirarse en esa temporada.

### Selección nacional
Debutó en la Selección mayor con 20 años el 31 de octubre de 1982 encontra de Rumania. En 1983 ganó la medalla de oro en los IX Juegos Mediterráneos. Ganó el Torneo de las Cinco Naciones en 1983, 1986, 1987 (Grand Slam), 1988, 1989 y 1993.

### Participaciones en Copas del Mundo
Disputó la Copa del Mundo de Rugby de Nueva Zelanda 1987 siendo compañero de Serge Blanco, Les Blues mostrarían un gran nivel a lo largo del torneo, ganaron su grupo concediendo solo un empate ante Escocia, derrotaron a los Wallabies en semifinales y perdieron la final ante los anfitriones All Blacks. Cuatro años más tarde en Inglaterra 1991 serían vencidos de nuevo por el anfitrión, esta vez el XV de la Rosa en Cuartos de final. Finalmente se retiró de la Selección nacional jugando su último mundial en Súdafrica 1995, Francia por tercera vez consecutiva se enfrentaría al anfitrión y nuevamente sería derrotado, por los Springboks en semifinales y luego obtendrían el Tercer puesto ante Inglaterra.
| Mundial                       | Sede          | Resultado        | PJ | Tries |
| ----------------------------- | ------------- | ---------------- | -- | ----- |
| Copa Mundial de Rugby de 1987 | Nueva Zelanda | Subcampeón       | 6  | 3     |
| Copa Mundial de Rugby de 1991 | Inglaterra    | Cuartos de final | 4  | 2     |
| Copa Mundial de Rugby de 1995 | Sudáfrica     | Tercer puesto    | 6  | 0     |

## Palmarés

### Campeonatos nacionales
- Campeón del Top 14 en 1982 y 1988.
- Challenge Yves du Manoir en 1983 y 1992.
- Subcampeón del Campeonato de Francia en 1984, 1986 y 1990.
- Semifinal del Campeonato de Francia en 1983, 1987, 1989 y 1993.
- Semifinal del Challenge Yves du Manoir en 1984 y 1990.
- Copa de Inglaterra en 1998.

### Distinciones individuales
- 104 partidos como centro de 1982 hasta 1995: jugador más seleccionado en este puesto a nivel mundial (récord personal)
- 30 tries con la selección nacional de rugby de Francia, detrás de Serge Blanco (38), y Philippe Saint-André (33).